# Lud (monografia)
Lud. Jego zwyczaje, sposób życia, mowa, podania, przysłowia, obrzędy, gusła, zabawy, pieśni, muzyka i tańce – wielotomowa, monumentalna monografia etnograficzna Oskara Kolberga. 

## Historia
Za życia Kolberga wyszły w okresie 1857–1890 33 tomy. Kolberg wydawał je dzięki subwencjom m.in. od Kasy Pomocy Naukowej im. J. Mianowskiego na druk monografii Mazowsze. Krakowskie Towarzystwo Naukowe opłaciło wydanie monografii okolic Krakowa.

## Tomy wydane za życia Kolberga
- Pieśni ludu polskiego – t. 1
- Sandomierskie – t. 2
- Kujawy – t. 3, 4
- Krakowskie – t. 5 – 8
- Poznańskie – t. 9 – 15
- Lubelskie – t. 16, 17
- Kieleckie – t. 18, 19
- Radomskie – t. 20, 21
- Łęczyckie – t. 22
- Kaliskie – t. 23
- Mazowsze – t.24-28
- Pokucie – t. 29-33

## XX wiek
W latach 60. XX wieku Polska Akademia Nauk rozpoczęła wydawanie kolejnych tomów "Ludu". Obecnie wydaje je Instytut im. Oskara Kolberga, który wydał 86 tomów wraz z indeksami i dodatkami. 
"Lud" zawiera około 12 tysięcy pieśni, 1250 podań, 670 bajek, 2700 przysłów, 350 zagadek, 15 ludowych widowisk i wiele innych dokumentów ludowej kultury.

## Tomy wydane w XX/XXI
- Pieśni ludu polskiego – t. 1 (reprint wyd. Warszawa 1857) - wyd.  Wrocław-Poznań 1961
- Suplement do t. 1 – t. 70- wyd.  Poznań 2003[4]
- Sandomierskie – t. 2 (reprint);
- Suplement do t. 2 – t. 71 - wyd. Poznań 2001
- Kujawy – t. 3, 4 (reprint);
- Suplement do t. 3-4 – t. 72 - wyd.  Poznań 2009
- Krakowskie – t. 5 – 8 (reprint);
- Suplement do t. 5-8 Krakowskie cz. I – t. 73/1, 73/2, 73/3- wyd. Poznań 2005
- Poznańskie – t. 9 – 15 (reprint);
- Suplement do t. 9-15 Poznańskie – t. 74[5][4]
- Lubelskie – t. 16, 17 (reprint);
- Suplement do t. 16-17' – t. 75 - wyd. Poznań 1998
- Kieleckie – t. 18, 19 (reprint);
- Suplement do t. 18-19 – t. 76 - wyd. Poznań 2011
- Radomskie – t. 20, 21 (reprint);
- Suplement do t. 20-21 cz. I i II – t. 77/1 77/2 - wyd. Poznań 2005
- Łęczyckie – t. 22 (reprint);
- Suplement do t. 22 Łęczyckie – t. 78
- Kaliskie – t. 23 (reprint);
- Suplement do t. 23 Kaliskie – t. 79
- Mazowsze – t.24-28 (reprint), 41,42,
- Suplement do t. 24-28 Mazowsze – t. 80
- Pokucie – t. 29-33 (reprint),
- Suplement do t. 29-32 – t. 81 - wyd. Poznań 2008
- Chełmskie cz.II – t. 34;
- Suplement do t. 33-34 – t. 82 - wyd. Poznań 2004
- Przemyskie – t. 35;
- Suplement do t. 35 – t. 83 - wyd. Poznań 2011
- Wołyń – t. 36;
- Suplement do t. 36 – t. 84- wyd. Poznań 2002
- Miscellanea – t. 37 – 38
- Pomorze – t. 39
- Mazury Pruskie – t. 40
- Śląsk – t. 43
- Góry i Podgórze – t. 44, 45
- Kaliskie i Sieradzkie – t. 46
- Podole – t. 47
- Tarnowskie-Rzeszowskie – t. 48
- Sanockie-Krośnieńskie – t. 49-51
- Białoruś-Polesie – t. 52
- Litwa – t. 53
- Ruś Karpacka – t. 54, 55
- Ruś Czerwona – t. 56, 57
- Materiały do etnografii Słowian wschodnich – t. 58
- Materiały do etnografii Słowian zachodnich i południowych cz.I Łużyce – t. 59/I
- Materiały do etnografii Słowian zachodnich i południowych cz.II Czechy, Słowacja – t. 59/II
- Materiały do etnografii Słowian zachodnich i południowych cz.III Słowiańszczyzna południowa – t. 59/III
- Przysłowia – t. 60
- Pisma muzyczne – t. 61-62
- Studia, rozprawy i artykuły – t. 63
- Korespondencja Oskara Kolberga – t. 64-66
- Pieśni i melodie ludowe w opracowaniu fortepianowym – t. 67 - Wrocław-Poznań 1986 (1 cz.) 1989(2 cz.)
- Kompozycje wokalno-instrumentalne – t. 68 - Poznań 1990
- Kompozycje fortepianowe – t. 69 - wyd. Poznań 1995
- Biografia Oskara Kolberga – t. 85
- Indeksy – t. 86